# La gitanilla

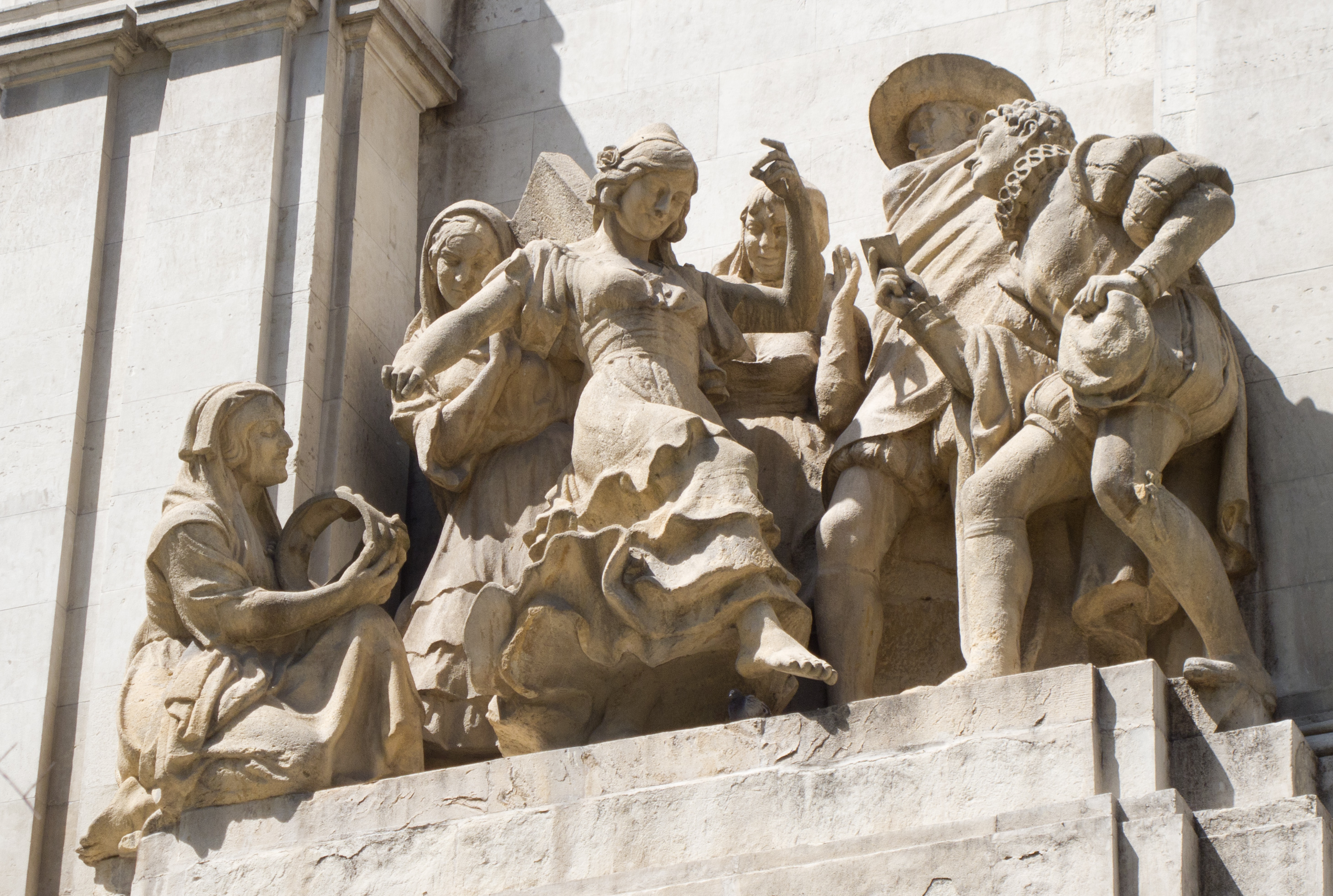
La gitanilla (F. Coullaut-Valera, 1960). Detall del monument a Cervantes en la Plaça d'España de Madrid.

La gitanilla, que segueix la tradició italiana dels novellieri, creada per figures com Giovanni Boccaccio i desenvolupada per autors com Mateo Bandello en el renaixement italià, és el pòrtic del tom en què va reunir les seves dotze novel·les de tema amorós titulat Novelas ejemplares. La gitanilla és la més llarga de totes, i pot estar basada en una història amorosa que va tenir un parent llunyà de Cervantes.
S'hi utilitza el conegut recurs de l'anagnòrisi, pel qual la gitanilla és reconeguda en el desenllaç com d'origen noble. La noia va ser educada pels gitanos i viu tocant i cantant per guanyar-se el pa quan un noble se n'enamora. El noi, com a prova d'amor, accepta seguir la vida nòmada i marginal amb ella i, per fi, després del reconeixement de la seva veritable condició, la novel·la acaba en feliç matrimoni entre iguals.